# Thủy ngân(II) chloride
Thủy ngân(II) chloride, còn gọi là chloride thủy ngân (cách gọi cũ là chất ăn mòn) là một hợp chất hóa học của thủy ngân và clo với công thức HgCl2. Đó là một chất rắn tinh thể màu trắng dùng làm chất thử trong phòng thí nghiệm và là một hợp chất phân tử. Ngày trước nó được dùng để điều trị bệnh giang mai, nhưng hiện tại không còn dùng cho các mục đích y học vì độc tính của thủy ngân rất nguy hiểm.

## Điều chế
Người ta có thể thu được thủy ngân(II) chloride từ phản ứng của clo tác dụng lên thủy ngân hoặc thủy ngân(I) chloride, bằng cách thêm axit clohydric vào:
HgNO3 + 2HCl → HgCl2 + H2O + NO2↑
Nung nóng một hỗn hợp chất rắn gồm thủy ngân(II) sunfat và natri chloride cũng cho ra thủy ngân(II) chloride bay hơi, thăng hoa và ngưng tụ dưới dạng các tinh thể nhỏ hình thoi.

## Sử dụng
Ứng dụng chính của thủy ngân(II) chloride là làm chất xúc tác cho quá trình acetylen (C2H2) biến đổi thành vinyl chloride (C2H3Cl), tiền thân của polyvinyl chloride:
C2H2 + HCl → CH2=CHCl

### Chất phản ứng hóa học
Hợp chất đôi khi được sử dụng để tạo thành một hỗn hợp (hỗn hống) với các kim loại, chẳng hạn như nhôm. Nhôm đã được hỗn hống với thủy ngân sẽ được dùng làm chất khử trong tổng hợp hữu cơ.  Kẽm cũng thường được hỗn hống bằng cách sử dụng thủy ngân(II) chloride. Hợp chất còn có thể được sử dụng làm chất ổn định cho các hóa chất và mẫu phân tích.

### Trong nhiếp ảnh
Thủy ngân(II) chloride từng được dùng để khuếch đại ảnh tạo ra hình ảnh tích cực trong quá trình collođion ảnh những năm 1800.

### Trong bảo quản mẫu vật
Để bảo tồn những mẫu vật nhân loại học và sinh vật học vào cuối thế kỷ XIX và đầu thế kỷ XX, các hiện vật này được nhúng vào hoặc được sơn ngoài với một "dung dịch thủy ngân". Việc này làm cho những vật mẫu không bị giảm chất lượng và mục rửa. Là một trong ba hóa chất được sử dụng trong xử lý gỗ đường sắt giữa 1830 và 1856 ở châu Âu và Mỹ. Tuy nhiên, phương pháp này ngày nay không còn được áp dụng phổ biến nữa, vì dung dịch thủy ngân có thể tan được trong nước và không có hiệu quả lâu dài, lại còn độc hại. 

### Trong y học
Thủy ngân(II) chloride từng được dùng để khử trùng vết thương bởi những thầy thuốc Ả Rập thời trung cổ. Và nó vẫn tiếp tục được những bác sĩ Ả Rập thế kỷ XII sử dụng, cho đến khi y học hiện đại chứng minh thủy ngân có độc tính.
Bệnh giang mai và bệnh ghẻ cóc thường được điều trị bằng thủy ngân(II) chloride vào thời xưa trước khi có kháng sinh. 

## Tính độc
Thủy ngân chloride có độc tính cao và có hại khi tiếp xúc với cơ thể người.

### Đầu độc thủy ngân
Trong quyển V của bộ Alexandre Dumas' Celebrated Crimes, tác giả đã kể lại chi tiết lịch sử của Antoine François Desrues, người đã giết một phu nhân quý tộc, Madame de Lamotte, bằng "chất ăn mòn".

## Hợp chất khác
HgCl2 còn tạo một số hợp chất với NH3, như HgCl2·⅔NH3 là tinh thể không màu, D = 4,79 g/cm³, HgCl2·NH3 là chất rắn màu trắng, HgCl2·2NH3 là tinh thể hình thoi không màu, D = 3,79 g/cm³ hay HgCl2·4NH3 là chất rắn màu trắng.
HgCl2 còn tạo một số hợp chất với N2H4, như HgCl2·N2H4 là chất rắn màu trắng.
HgCl2 còn tạo một số hợp chất với NH2OH, như HgCl2·2NH2OH là tinh thể hình kim dài màu trắng.
HgCl2 còn tạo một số hợp chất với CO(NH2)2, như HgCl2·CO(NH2)2 là tinh thể không màu, D = 3,58 g/cm³.
HgCl2 còn tạo một số hợp chất với CS(NH2)2, như HgCl2·CS(NH2)2 là tinh thể không màu, HgCl2·2CS(NH2)2 là tinh thể hình kim màu trắng, HgCl2·3CS(NH2)2 là tinh thể hình kim màu trắng hay HgCl2·4CS(NH2)2 là tinh thể hình kim không màu.
HgCl2 còn tạo một số hợp chất với CSN3H5, như HgCl2·2CSN3H5 là tinh thể không màu, D = 2,71 g/cm³.
HgCl2 còn tạo một số hợp chất với CSN4H6, như HgCl2·2CSN4H6 là chất rắn màu trắng.
HgCl2 còn tạo một số hợp chất với CSe(NH2)2, như HgCl2·2CSe(NH2)2 là tinh thể cỡ micromet, màu trắng.